# IC 1578
IC 1578 је спирална галаксија у сазвјежђу Вајар која се налази на листи објеката дубоког неба у Индекс каталогу.
Деклинација објекта је - 25° 4' 35" а ректасцензија 0h 44m 25,8s. Привидна величина (магнитуда) објекта IC 1578 износи 14,5 а фотографска магнитуда 15,3. IC 1578 је још познат и под ознакама ESO 474-21, MCG -4-3-1, IRAS 00419-2521, PGC 2637.